# Politická krize
Politická krize je přechodný stav, kdy politici reprezentující různé zájmy nejsou schopni najít společné řešení. Společnost se stává nestabilní, protože není jasné, jak se celá situace vyřeší. Vyústění politické krize závisí na konkrétních okolnostech, může dojít ke kompromisu a dohodě politických sil, tedy k uklidnění situace, stejně jako k jednostrannému silovému řešení, které může ve svém důsledku vést i ke svržení stávajícího režimu prostřednictvím revoluce nebo puče.
Vzniknout může jak ve vnitrostátním prostředí, když se nemohou shodnout politické elity určité země, tak na mezinárodním politickém poli. Známým příkladem takové mezinárodní politické krize je karibská krize z roku 1962.